# CR Erzwagen Nr. 72000
Der offene Güterwagen Nr. 72000 nach Musterblatt 50 war ein vierachsiger Wagen zum Transport von Eisenerz und wurde 1899 von der schottischen Caledonian Railway (CR) entwickelt.

## Geschichte
John F. McIntosh, der damalige Chefingenieur der Caledonian Railway, konstruierte 1899 einen vierachsigen Drehgestell-Güterwagen mit einer Nutzlast von 50 Tonnen für den Transport von Eisenerz. Der Wagen wurde in den bahneigenen Werkstätten in Glasgow gebaut und war mit einer Westinghouse-Bremse ausgerüstet. Das Fahrgestell war aus Stahl und der Aufbau aus Eichenholz. Es wurden Diamond-Drehgestelle amerikanischer Bauart verwendet.
Ursprünglich sollte eine größere Anzahl solcher Wagen gebaut werden, aber man entschied sich letztendlich für einen Stahlaufbau. Ab 1901 entstanden solche Wagen dann in größeren Stückzahlen nach Musterblatt 54. Diese waren um 40 % leichter und kosteten in der Anschaffung um 37 % weniger. Der Wagen Nr. 72000 blieb ein Einzelstück.
1923 beim Grouping kam der Wagen zur London, Midland and Scottish Railway (LMS) und war dort noch viele Jahre im Einsatz. Die Nummer 72000 behielt er auch bei der LMS.

## Bilder und Zeichnungen

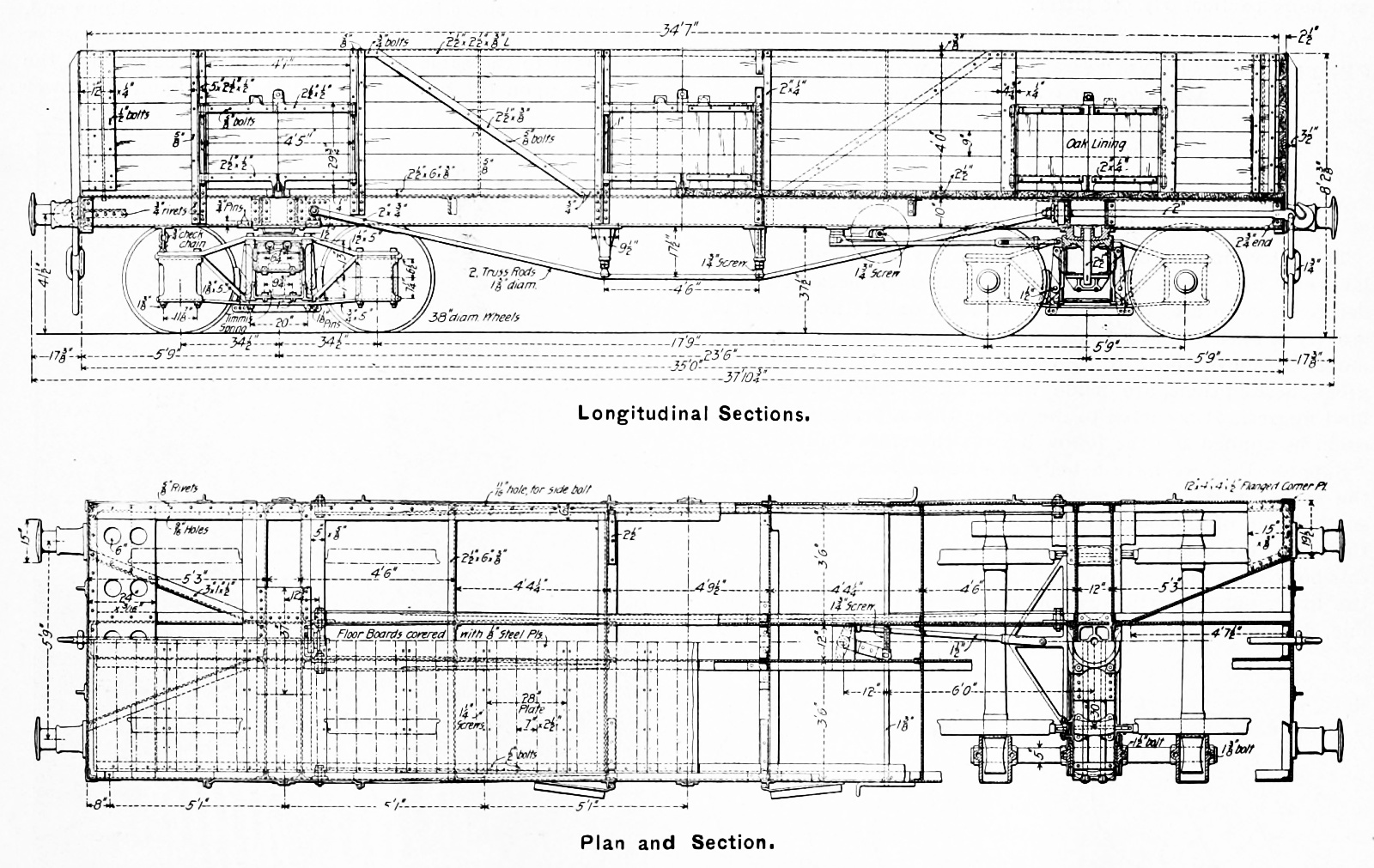
Seitenansicht
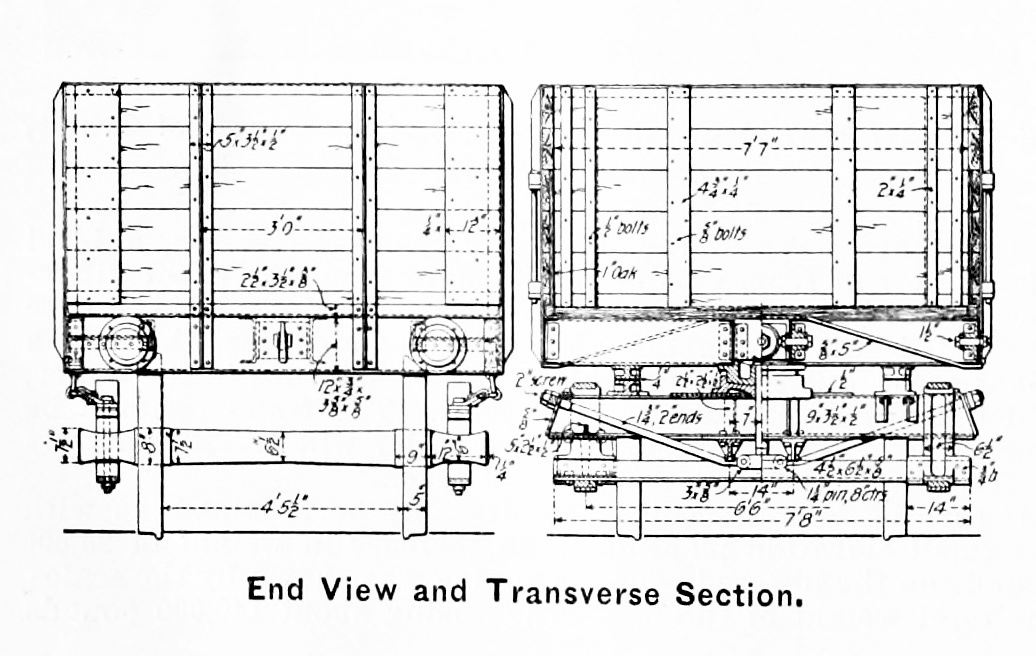
Frontansicht
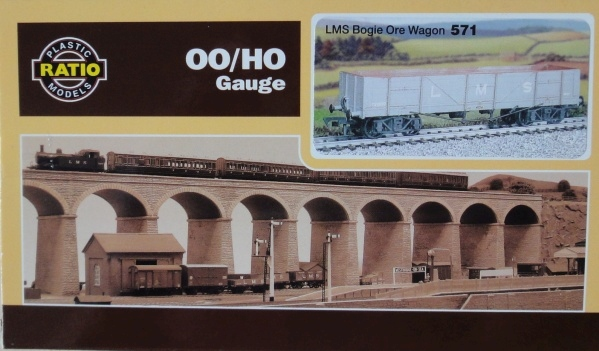
Bausatz für Modell in 00
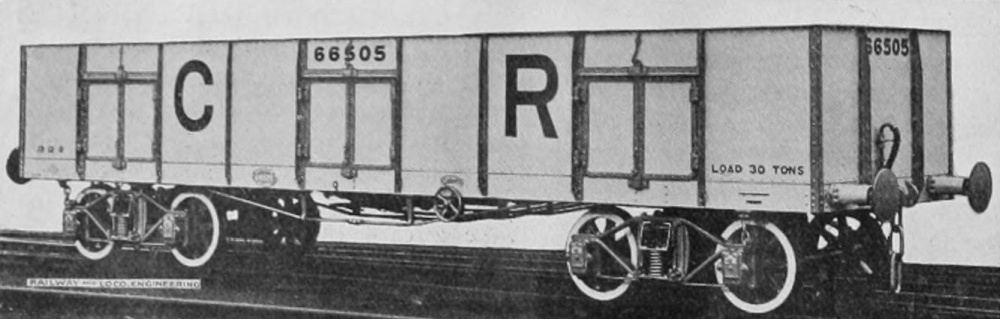
Nachfolgebauart aus Stahl ab 1901

## Modelle
Es gab früher einen Bausatz aus Kunststoff von Ratio Plastic Models für Nenngröße 00. Aktuell ist dieser im Sortiment von Parkside Models zu finden. Tenmille Products hat einen Bausatz für Nenngröße 1 im Sortiment.